# ドント・ノー・ホワイ
「ドント・ノー・ホワイ」（原題：Don't Know Why）は、2002年7月にアメリカ合衆国のジャズ歌手ノラ・ジョーンズが発表した楽曲、及び同曲を収録したシングル。

## 概要
アメリカ合衆国のシンガーソングライター、ジェシー・ハリスが作詞作曲を手がけ、1999年にジェシーのアルバム『Jesse Harris and the Ferdinandos』に収録された。その後ジェシーはノラに同曲を提供し、彼女の最初のスタジオ・アルバム『ノラ・ジョーンズ』（Come Away with Me）に収録された。またシングルとしてもリリースされ、彼女のファースト・シングルとなった。2003年の第46回グラミー賞において最優秀レコード賞、最優秀楽曲賞（作詞作曲を手がけたジェシーが受賞）、最優秀女性ポップ・ボーカル・パフォーマンス賞の3部門を受賞した。

## カバー
2004年ごろから2005年ごろに放送された日本たばこ産業のCM「MEET YOUR DELIGHT編」にて、デヴィッド・モーガンがカバーしたバージョンが用いられた。このバージョンはCMオリジナルで、CD化の予定はないとしている。
また、平井堅のカバーアルバム『Ken's Bar』(2003年)にも同曲のカバーが収録されている。なおこのカバーでは、作曲者のジェシー・ハリスがギターで参加している。
2008年にはJUJUがマキシシングル『どんなに遠くても...』の収録曲としてこの曲を取り上げ、カバーした。
ジャズ界でも、2004年にはハロルド・メイバーン・トリオがアルバム『Don't Know Why』のタイトル曲としてカバー、2005年にはヨーロピアン・ジャズ・トリオもアルバム『夜のタンゴ(Tango Notturno)』の中でカバーした。これらの演奏をもとに様々なジャズミュージシャンがカバー演奏を披露している。

## チャート
| チャート (2002–2003年)                                                    | 最高位 |
| ------------------------------------------------------------------------- | ------ |
| オーストラリア (ARIA)                                                     | 5      |
| オーストリア (Ö3 Austria Top 40)                                          | 56     |
| クロアチア (HRT)                                                          | 6      |
| フランス (SNEP)                                                           | 74     |
| ドイツ (GfK Entertainment charts)                                         | 82     |
| オランダ (Single Top 100)                                                 | 86     |
| ニュージーランド (Recorded Music NZ)                                      | 24     |
| スコットランド (Official Charts Company)                                  | 71     |
| スコットランド (Official Charts Company) with "I'll Be Your Baby Tonight" | 78     |
| UK シングルス (OCC)                                                       | 59     |
| UK シングルス (OCC) with "I'll Be Your Baby Tonight"                      | 63     |
| US Billboard Hot 100                                                      | 30     |
| US Adult Alternative Songs (Billboard)                                    | 5      |
| US Adult Contemporary (Billboard)                                         | 4      |
| US Adult Top 40 (Billboard)                                               | 8      |
| US Pop Airplay (Billboard)                                                | 32     |

| チャート (2022年)                           | 最高位 |
| ------------------------------------------- | ------ |
| 日本 ホットオーバーシーズ (Billboard Japan) | 20     |

| チャート (2003年)                           | 順位 |
| ------------------------------------------- | ---- |
| オーストラリア (ARIA)                       | 77   |
| 全米 Billboard Hot 100                      | 97   |
| 全米 アダルト・コンテンポラリー (Billboard) | 7    |

## 関連事項
- グラミー賞受賞者一覧